# Мёдлинг (округ)
Мёдлинг (нем. Bezirk Mödling) — округ в Австрии. Центр округа — город Мёдлинг. Округ входит в федеральную землю Нижняя Австрия. Занимает площадь 277 км². Население 118 998 чел. (на 1 января 2019). Официальный код округа AT127.

## География
Расположен к югу и юго-западу от Вены. Восточная часть округа относится к Венскому бассейну (долина Дуная; при этом сам Дунай протекает еще восточнее), западная — к Венскому лесу. На западе центральной части округа расположен природный парк Фёренберге, занимающий почти четверть его территории.

## История
Округ Мёдлинг существует с 1896 года, до этого его коммуны относились к округу Баден. В 1932 году общины Ахау и Хеннерсдорф были переданы из округа Брук-ан-дер-Лайта в Мёдлинг. В 1938 округ был включен в состав Вены в качестве 24-го района, отдельные общины были отнесены к 25-му.
По желанию оккупационной администрации союзников, эта ситуация продолжалась и после Второй мировой войны, хотя национальное правительство постановило вернуться к старому административному делению уже в 1946 году. В 1954 Мёдлинг снова стал отдельным округом.
1 января 1972 года бывшие коммуны Дорнбах, Груб, Ситтендорф и Зульц-им-Винервальд были объединены в одну: Винервальд. Тогда же Шпарбах и Вайсенбах-бай-Мёдлинг были включены в уже существующую коммуну Хинтербрюль.

## Города и общины
| 1. Ахау 2. Бидерманнсдорф 3. Брайтенфурт-Вин 4. Брун-ам-Гебирге 5. Гаден 6. Гисхюбль 7. Гумпольдскирхен 8. Гунтрамсдорф 9. Хеннерсдорф 10. Хинтербрюль 11. Кальтенлойтгебен 12. Лаб-им-Вальде 13. Лаксенбург 14. Мариа-Энцерсдорф 15. Мёдлинг 16. Мюнхендорф 17. Перхтольдсдорф 18. Фёзендорф 19. Винер-Нойдорф 20. Винервальд |